# Исмагулов, Жумагали
Жумагали Исмагулов (каз. Жұмағали Ысмағұлов; род. 17 апреля 1928, аул Соналы, Кустанайский округ, Казакская АССР, СССР (ныне Сарыкольский район, Костанайская область, Казахстан) — 14 января 2011, Алма-Ата, Казахстан) — советский и казахстанский журналист-публицист, писатель-переводчик, учёный, доктор филологических наук (1995), профессор, академик АСН Республики Казахстан (1996), заслуженный работник культуры РК (1992), лауреат Государственной премии РК (1996).

## Биография
С 1943 года работал сначала наборщиком, затем ответственным секретарём районной газеты. В 1946 поступил, а в 1951 году окончил факультет журналистики Казахского государственного университета им. С. М. Кирова, параллельно в 1949—1951 годах — заведующий отделом журнала «Коммунист». Работал ответственным секретарём в ряде республиканских газет: в 1951—1952 годах — ответственный секретарь журнала «Казахстан коммунист» (Казақстан коммунист), в 1952—1954 годах — редактор журнала «Блокнот агитатора» (Үгітші блокноты), в 1954—1958 годах — инструктор ЦК Компартии Казахстана. В 1958—1961 годах — аспирант АОН при ЦК КПСС. В 1961—1963 годах — главный редактор газеты «Қазақ Әдебиеті», с 1963 года — ответственный секретарь Кызылординского областного отделения Союза писателей Казахстана. В 1963—1965 годах занимал ответственные посты в алматинской областной газете «Жетысу», в 1965—1973 годах — заместитель редактора в восточно-казахстанской газете «Коммунизм туы». В 1968 году защитил кандидатскую диссертацию на тему «Проблема положительного героя в казахской советской литературе».
В 1969—1973 годах — заведующий сектором Института истории партии при ЦК Компартии Казахстана. В 1973—1982 годах — заместитель директора, в 1982—1987 — директор КазТАГа. В 1987—1995 научный сотрудник отдела казахской советской литературы в Институте литературы и искусства им. М. О. Ауэзова; с 1996 года по 20111 год — заведующий отделом абаеведения того же института. В 1995 году защитил кандидатскую диссертацию на тему «Реалистические принципы изображения действительности в поэзии Абая».
Был депутатом Верховного Совета Казахской ССР 11-го созыва.
Утром 14 января 2011 года после тяжёлой продолжительной болезни умер в Алма-Ате, похоронен на Кенсайском кладбище.

## Научная деятельность
Исследователь творчества Абая Кунанбаева, Ахмета Байтурсынова, Миржакыпа Дулатова. Перевёл на казахский язык романы «Утраченные иллюзии» О.Бальзака, «Красное и чёрное» Стендаля, «Берег», «Выбор» Ю.Бондарева, «Легенда Арктики» В.Анчишкина, повести «Бикей и Мауляна» В.Даля, «Синяя тетрадь» Э.Казакевича.
Некоторые сочинения:
- Облик современника, А., 1970;
- Абай: акындык тагылымы, А., 1994.

## Семья
Женат, две дочери и сын Исмагулов Елдос Жумагалиевич; младший брат Каиржан Исмгулов.

## Признание и награды
- Лауреат Государственной премии РК (1996);
- Заслуженный работник культуры Республики Казахстан[1];
- Награждён орденами «Құрмет» (2005), Дружбы народов, «Знак Почёта»[2][1].
- Почётные грамоты Верховного Совета Казахской ССР[1];
- Почётный гражданин Сарыкольского района[1][7];
- В Алматы на доме, где жил Жумагали Исмагулов, 14 сентября 2017 года была установлена мемориальная доска[8][9].